# 大崙頭山
參數所指定的目標頁面不存在，建議更正成存在頁面或直接建立下列一個頁面（建立前請先搜尋是否有合適的存在頁面可以取代）：
- 大崙頭山 (南投縣)

大崙頭山位於臺灣臺北市士林區溪山里與內湖區碧山里交界處，隸屬大屯火山群之五指山系，海拔472公尺，為台灣小百岳之一。山頂寬平，設有土地測量點與圖根點基石，可由大崙頭尾山親山步道攀登抵達。一側可眺望大崙尾山、小草山、鵝尾山，亦可遠望淡水河，另一側可眺望白石湖山、開眼山、龍船岩，還可俯瞰大湖公園。

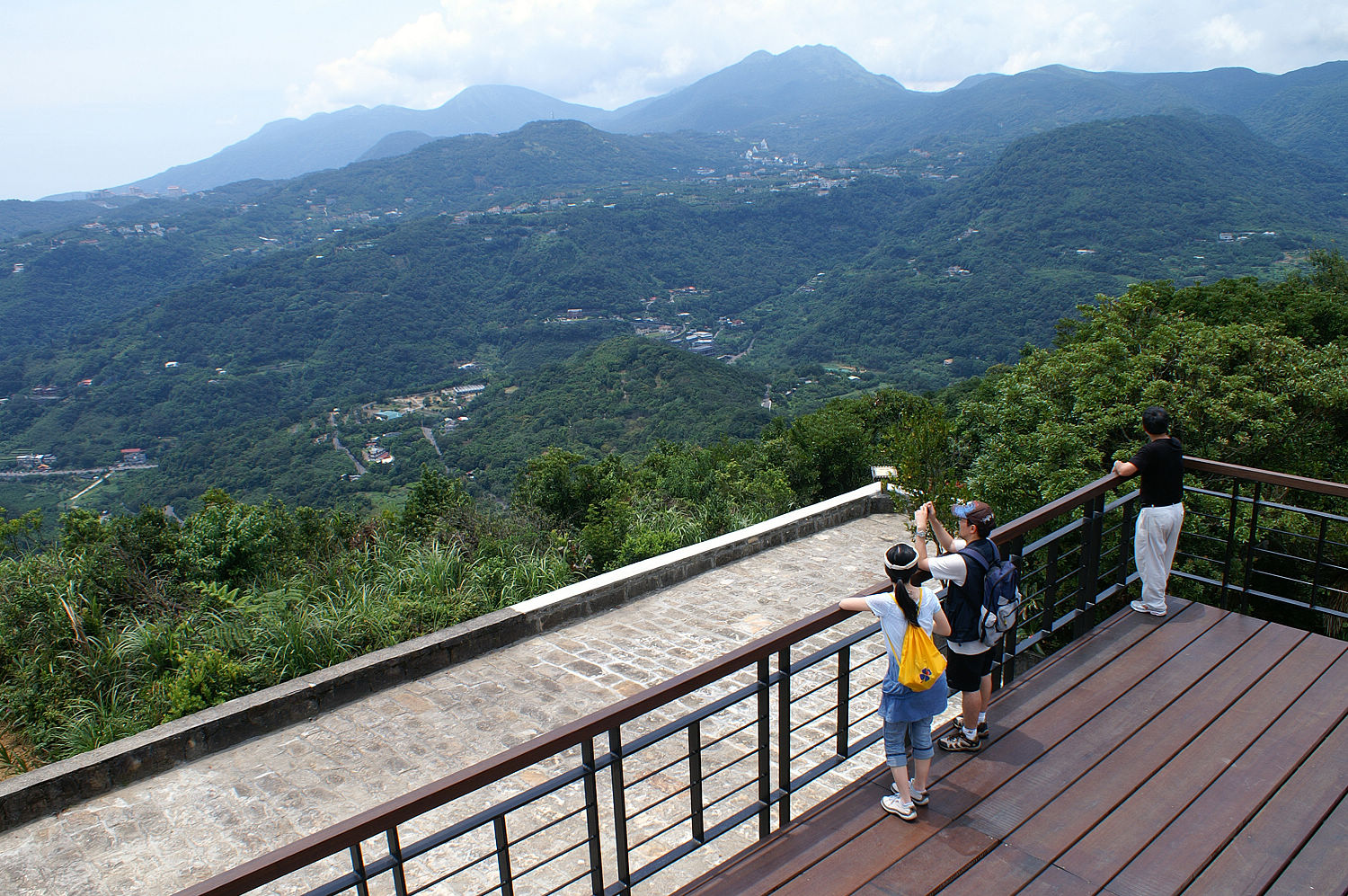
大崙頭山山頂瞭望台，遠方為七星山

## 外部連結
- 大崙頭山濃蔭棧道 踏訪台灣小百岳